# Violence (Grimes)
Violence è un singolo della musicista canadese Grimes, pubblicato il 5 settembre 2019 come primo estratto dal quinto album in studio Miss Anthropocene.

## Composizione
Stando a una descrizione di Ondarock, Violence è un brano «dalle evidenti cadenze euro-trance (...) che trae vantaggio dalle esplosioni e dalle sospensioni del beat, in cui il tocco doloroso della melodia racconta di abuso e sfruttamento (verso la Terra?) con il giusto bilanciamento tra partecipazione e distacco, evidenziato dai rapidi cambi di tono.»

## Video musicale
Il videoclip della canzone è stato reso disponibile in concomitanza con l'uscita del singolo.

## Tracce
1. Violence (Original Mix) – 3:40
2. Violence (Club Mix) – 4:12